# Ligne R3 (Rodalia de Barcelone)
La ligne R3 est une ligne de banlieue exploitée par Renfe Operadora. La plupart des trains relient L'Hospitalet de Llobregat à Vic, mais certains trains continuent vers Ripoll, Ribes de Freser, Puigcerdà et Latour-de-Carol - Enveitg. Elle est aussi appelée ligne de Puigcerdà, ligne du Nord, ou le Transpirinenc.

## Histoire

### Rodalies
En 1980, Renfe a créé Cercanías, dans le cadre d'un plan d'amélioration visant à "casser la mauvaise image de la Renfe", ce qui a conduit à la création de 162 nouveaux services et à l'amélioration de ceux existants,, le Plan General Ferroviario supposé la modernisation du réseau. En 1984, la société s’organise en unités commerciales pour créer Cercanías Renfe, plus tard Rodalies Renfe en Catalogne, et en 1985 il a été réorganisé et un nouveau design pour le service de Rodalia est apparu.
Renfe utilisait d'abord le C de Cercanías pour numéroter les lignes, ici C3. Plus tard, la nomenclature a été changée et la lettre en vigueur est devenue R, pour Rodalies, jusqu'au transfert de ces derniers à la Generalité de Catalogne le 1er janvier 2010. Désormais, les Rodalies de la Catalogne sont les seuls à utliliser la lettre R. Anciennement, les trains desservant les Pyrénées étaient des Mitjana Distància (moyenne distance) et le service s'appelait Ca5.

### Ligne
Historiquement, la ligne de Barcelone à Ripoll, Puigcerdà et Latour-de-Carol a deux sections très différentes, avec la gare de Ripoll comme trait d'union.
La ligne a été construite au milieu du XIXe siècle, quand il a fallu relier les gisements de charbons d'Ogassa aux nouvelles industries de Barcelone. Elle allait jusqu'à Ripoll, et disposait d'une branche qui desservait les mines à Sant Joan de les Abadesses. Le nouveau chemin de fer ouvrira en plusieurs étapes: de Granollers à Vic (1875), de Vic à Torelló et de Torelló à Sant Quirze de Besora (1879), de Sant Quirze de Besora à Ripoll et de Ripoll à Saint Jean des Abadesses (1880). Plus tard, une nouvelle ligne directe entre Granollers et Montcada sera construite, pour que les trains de Sant Joan n'empruntent plus la ligne de Gérone entre Granollers et Barcelone. La section entre Ripoll et Sant Joan de les Abadesses a été fermée dans les années 1980 puis transformée en voie verte.
Pour la deuxième partie, la ligne Ripoll - Puigcerdà (aussi appelée el Ferrocarril Transpirinenc, en français : Chemin de fer transpyrénéen) a pour objectif de connecter Barcelone au réseau français, mais la construction fut difficile. Le premier tronçon entre Ripoll et Ribes de Freser fut inauguré en 1919, mais le tronçon le plus complexe, Ribes de Freser - La Molina (avec le tunnel de Toses et le tunnel hélicoïdal de Cargol) ne sera mis en service qu'en 1922. La ligne arriva à Puigcerdà à la fin de cette même année. En 1929, elle traverse enfin la frontière franco-espagnole pour arriver à Enveitg, où elle rejoint la ligne de Portet-St-Simon à Puigcerdà (qui permet de rejoindre Foix et Toulouse) ainsi que le Train Jaune, une ligne à voie métrique qui va jusqu'à Villefranche-de-Conflent. Une correspondance y est possible en direction de Perpignan.

## Caractéristiques générales
La ligne transporte 6,6 millions de passagers par an. Chaque jour ouvrable, elle est empruntée en moyenne par 20 956 voyageurs entre l'Hospitalet et Vic et par 1 885 voyageurs entre Vic et Latour-de-Carol, transportés par 76 trains de la série 447. Occasionnellement, des trains Civia y circulent également. 
La ligne emprunte les lignes de chemin de fer suivantes :
- Ligne Barcelone - Ripoll, tronçon entre Montcada Bifurcation et Ripoll.
- Ligne Ripoll - Puigcerdà, sur toute la ligne jusqu'à Puigcerdà. Certains trains continuent jusqu'à Latour-de-Carol - Enveitg.

Jusqu'à Vic, la ligne fait 77 km de long et dessert 20 gares. Jusqu'à Latour-de-Carol, elle fait 165,9 km, passe par 34 gares et en dessert 23.
Dans l'agglomération de Barcelone, des correspondances sont assurées avec les lignes R1, R2, R4, R7, les lignes longue distance, les lignes régionales des Rodalies de Catalunya, les AVE, et le métro de Barcelone. Dans les Pyrénées, la ligne est en correspondance avec le Chemin de fer à crémaillère de Núria, le bus de la station de ski de la Molina, le Train Jaune et les TER de la SNCF.
Les gares terminus sont L'Hospitalet de Llobregat au sud, Granollers-Canovelles, La Garriga, Vic, Ripoll, Ribes de Freser, la Molina (pendant la saison de ski), Puigcerdà et Latour-de-Carol - Enveitg au nord.

### Train Blanc
Le Tren Blanc (Train Blanc) est un train spécial qui circule entre l'Hospitalet et la Molina pendant la saison de ski et qui dessert 11 gares.

## Gares
Quatre gares de la ligne sont inscrites à l'Inventaire du patrimoine architectural de Catalogne :
- Puigcerdà
- Ripoll
- La Molina
- Vic

Liste complète des gares de la ligne :
| Gare                          | Commune                     | Correspondances           | Zone         | Zone ATM     |
| ----------------------------- | --------------------------- | ------------------------- | ------------ | ------------ |
| L'Hospitalet de Llobregat     | L'Hospitalet de Llobregat   |                           | 1            | 1            |
| Torrassa                      | L'Hospitalet de Llobregat   |                           | 1            | 1            |
| Barcelone-Sants               | Barcelone                   |                           | 1            | 1            |
| Plaça de Catalunya            | Barcelone                   |                           | 1            | 1            |
| Arc de Triomf                 | Barcelone                   |                           | 1            | 1            |
| La Sagrera - Meridiana        | Barcelone                   |                           | 1            | 1            |
| Sant Andreu Arenal            | Barcelone                   |                           | 1            | 1            |
| Torre Baró                    | Barcelone                   |                           | 1            | 1            |
| Montcada Bifurcation          | Montcada i Reixac           |                           | 1            | 1            |
| Montcada i Reixac - Sant Joan | Hors service                | Hors service              | Hors service | Hors service |
| Montcada-Ripollet             | Montcada i Reixac           |                           | 1            | 1            |
| Santa Perpètua de Mogoda      | Santa Perpètua de Mogoda    |                           | 2            | 2D           |
| Mollet - Santa Rosa           | Mollet del Vallès           |                           | 2            | 2D           |
| Parets del Vallès             | Parets del Vallès           |                           | 3            | 2D           |
| Montmeló Nord                 | Montmeló                    |                           | 2            | 2D           |
| Granollers-Canovelles         | Granollers                  |                           | 3            | 3D           |
| Les Franqueses del Vallès     | Les Franqueses del Vallès   |                           | 3            | 3D           |
| Llerona                       | Hors service                | Hors service              | Hors service | Hors service |
| La Garriga                    | La Garriga                  |                           | 4            | 4F           |
| Figaró                        | Figaró-Montmany             |                           | 4            | 4F           |
| Sant Martí de Centelles       | Sant Martí de Centelles     |                           | 4            | 4F           |
| Centelles                     | Centelles                   |                           | 5            | 5F           |
| Balenyà-els Hostalets         | Balenyà                     |                           | 5            | 5F           |
| Balenyà-Tona-Seva             | Seva                        |                           | 5            | 5F           |
| Taradell - Mont-rodon         | Hors service                | Hors service              | Hors service | Hors service |
| Vic                           | Vic                         |                           | 6            | 6D           |
| Manlleu                       | Manlleu                     |                           | 6h           | -            |
| Torelló                       | Torelló                     |                           | 6h           | -            |
| Borgonyà                      | Sant Vicenç de Torelló      |                           | 6h           | -            |
| Sant Quirze de Besora         | Sant Quirze de Besora       |                           | 6h           | -            |
| La Farga de Bebié             | Montesquiu                  |                           | -            | -            |
| Ripoll                        | Ripoll                      |                           | -            | -            |
| Campdevànol                   | Campdevànol                 |                           | -            | -            |
| Aigües de Ribes               | Hors service                | Hors service              | Hors service | Hors service |
| Ribes de Freser               | Ribes de Freser             |                           | -            | -            |
| Planoles                      | Planoles                    |                           | -            | -            |
| Toses                         | Toses                       |                           | -            | -            |
| La Molina                     | Alp                         |                           | -            | -            |
| Urtx-Alp                      | Fontanals de Cerdanya i Alp |                           | -            | -            |
| Queixans                      | Hors service                | Hors service              | Hors service | Hors service |
| Puigcerdà                     | Puigcerdà                   |                           | -            | -            |
| Latour-de-Carol - Enveitg     | Enveitg                     | Train Jaune TER Occitanie | -            | -            |

## Projets futurs
Au-delà de Montcada-Bifurcation, la ligne est à voie unique, ce qui limite le débit. La ligne Barcelone-Ripoll devrait être doublée jusqu'à Vic ou Torelló. La construction de la ligne Castelldefels-Cornellà-Barcelone permettrait le prolongement de la ligne à Castelldefels ou Vilanova i la Geltrú. La modernisation du tronçon qui va jusqu'à la frontière française à Latour de Carol se pose également, puisqu'elle n'a jamais été modernisée depuis 1929. Cela permettrait de réduire le temps de parcours à 3h06.

## Galerie de photographies

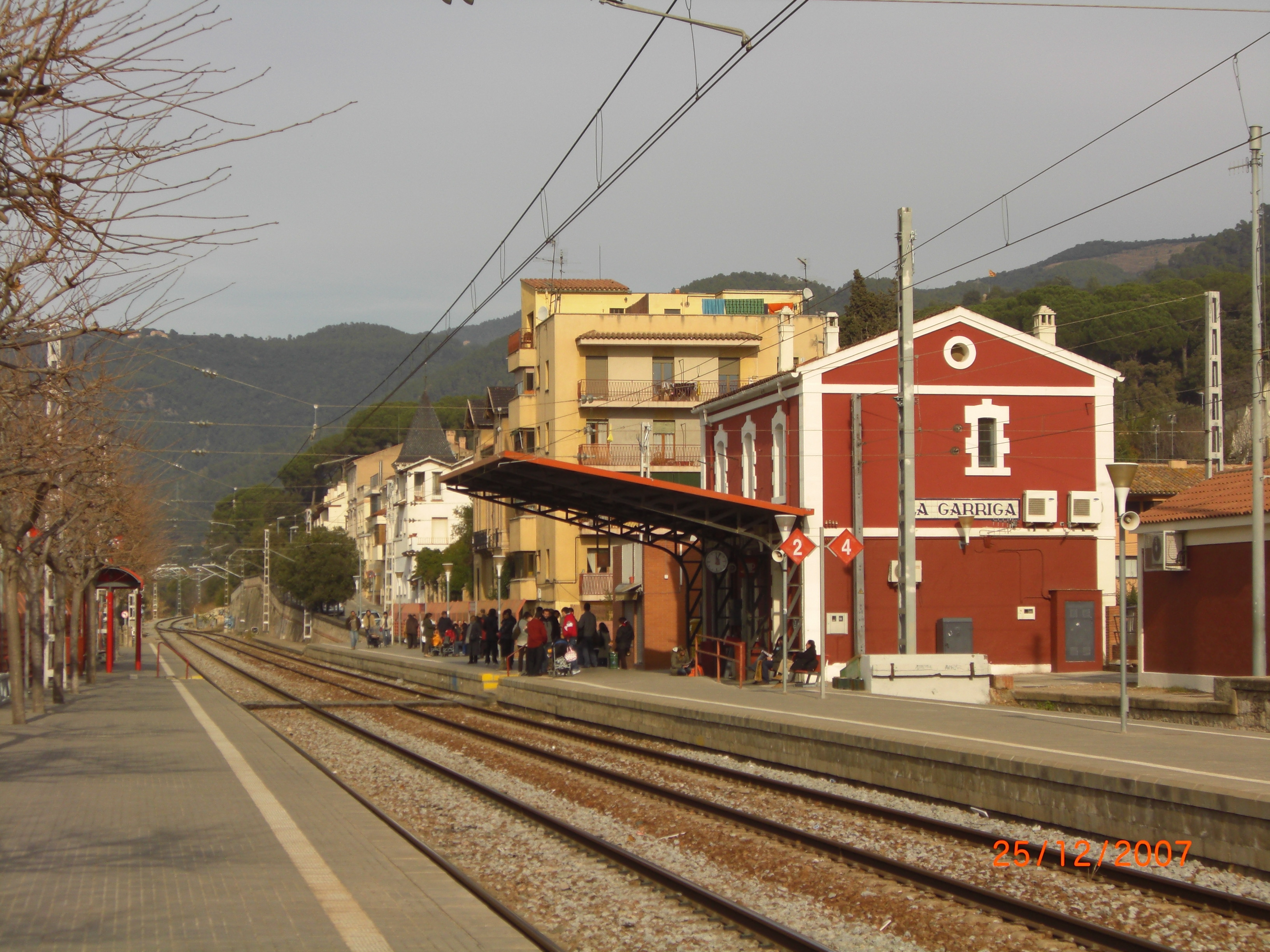
Gare de La Garriga.
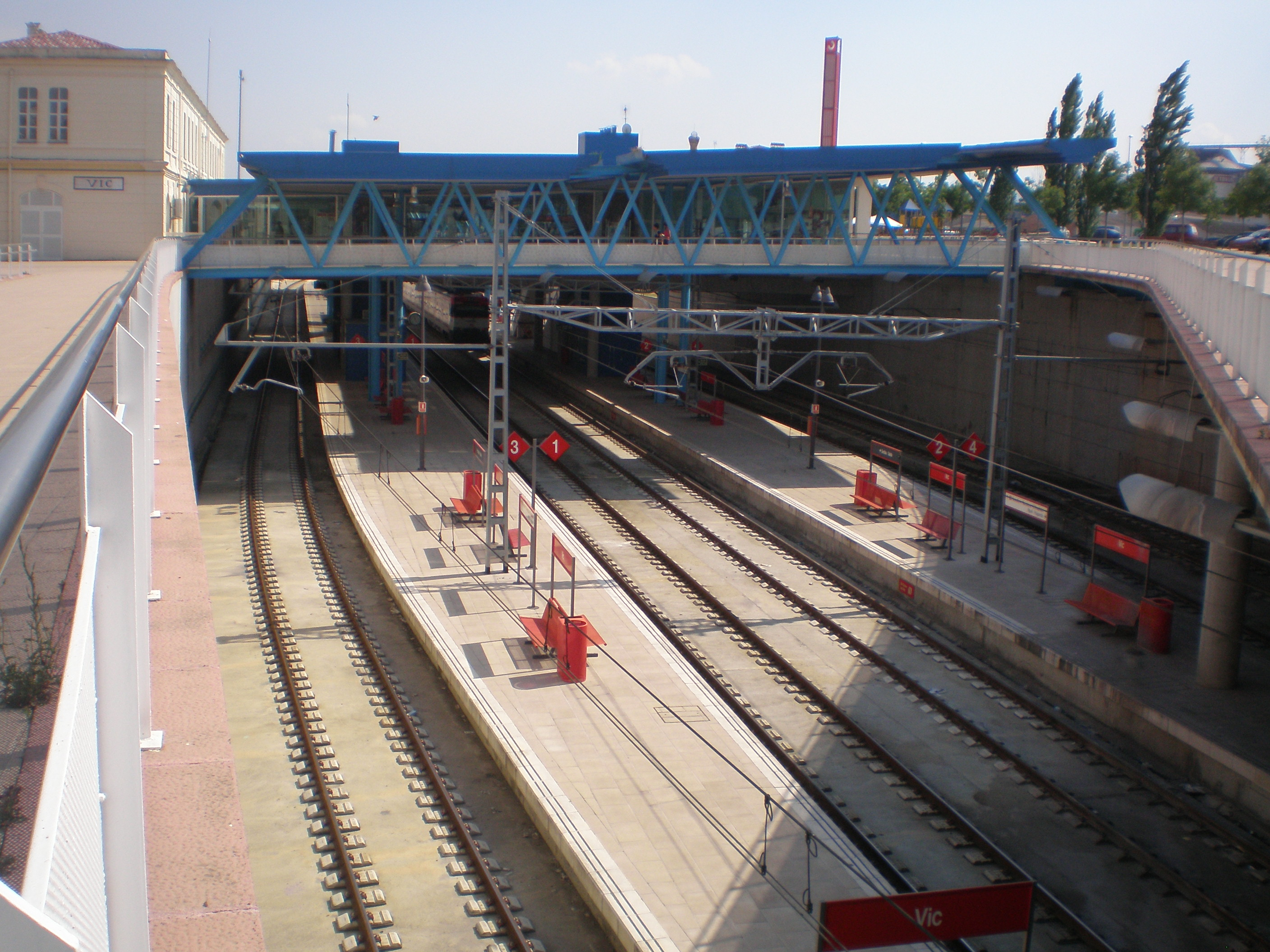
Gare de Vic.
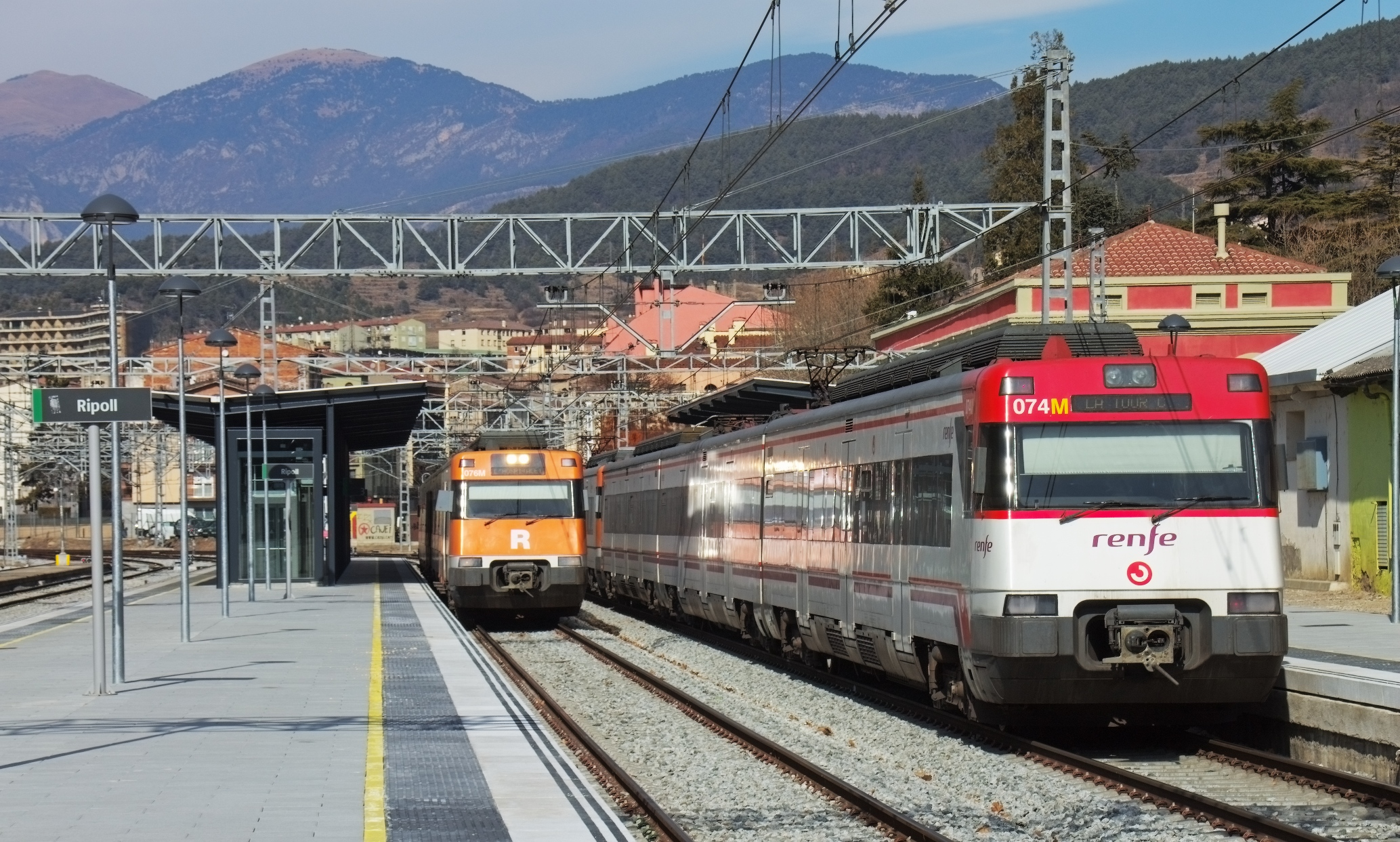
Croisement de deux trains électriques de la série 447 à Ripoll.
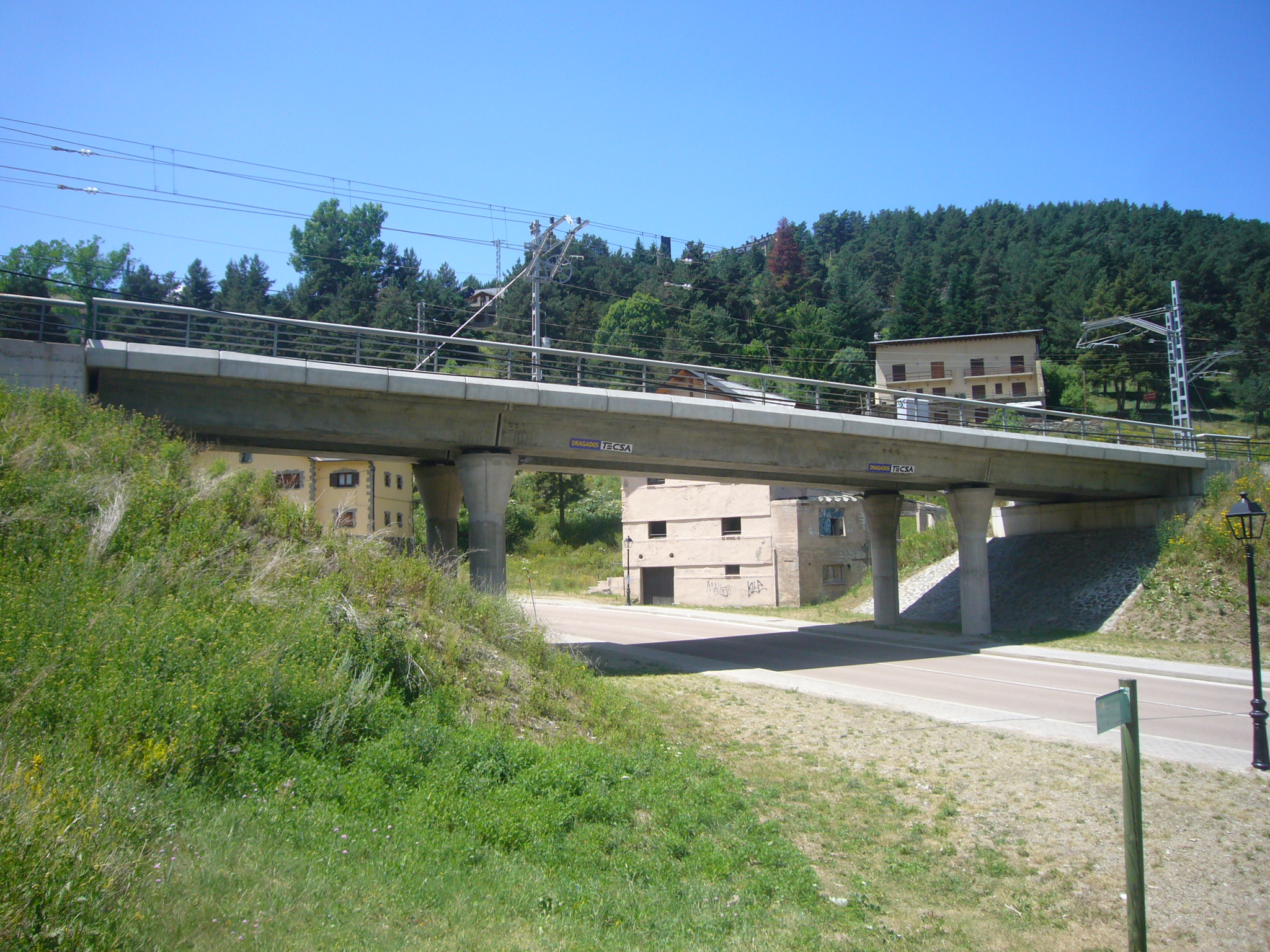
Pont-rail à La Molina
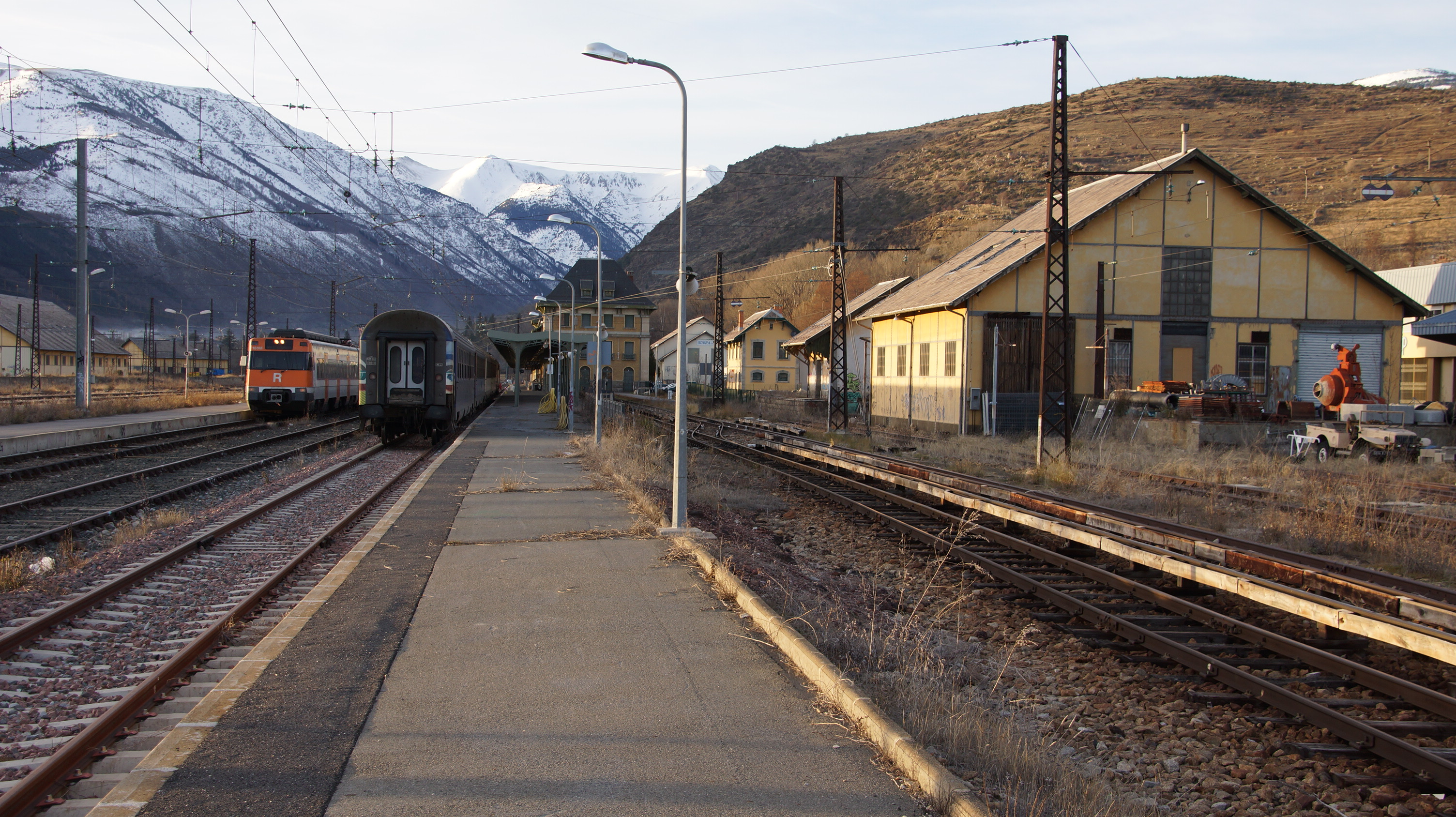
Gare de Latour de Carol - Enveitg.